# طيور الكركي الورقية الألف

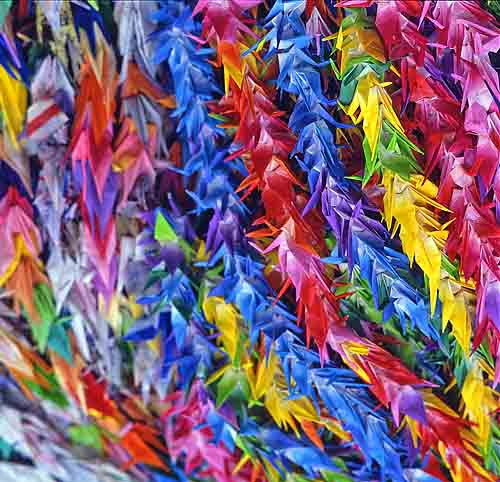
طيور الكركي الورقية الألف

طيور الكركي الورقية الألف (سينبازورو باليابانية): هي مجموعة تتكون من ألف طائر كركي ورقي (أوريزورو باليابانية) متربطة معًا بخيوط. وتقول الأسطورة اليابانية القديمة أن من يطوي ألف طائر كركي ورقي فإن الآلهة ستمنحه أمنية، ويعتقد البعض بأنها تمنح الحظ الجيد السرمدي عوضًا عن أمنية واحدة فحسب مثل: عمرًا مديدًا أو شفاء من مرض أو إصابة، فهذا ما جعلها هدية شائعة للأصدقاء المميزين والعائلة. ويعتبر طائر الكركي في اليابان أحد المخلوقات الروحية أو المقدسة (والحيوانات الآخرى هي التنين والسلحفاة)، ويُقال أن هذا الطائر يعيش لألف عام، وهذا هو سبب طي ألف طائر كركي حيث كل طائر يقابله عام واحد. ويُعتقد في بعض القصص أنه لابد من إكمال الألف طائر في غضون سنة واحدة بالإضافة إلى أن يطويها جميعها الشخص الذي سيتمنى الامنية في النهاية، ولا تحتسب الطيور التي يطويها الشخص المتمني للأمنية ليهبها لشخص آخر ضمن الألف، ولابد أن يحتفظ بطيور الكركي الورقية الألف جميعها في النهاية.

## الأهمية الثقافية

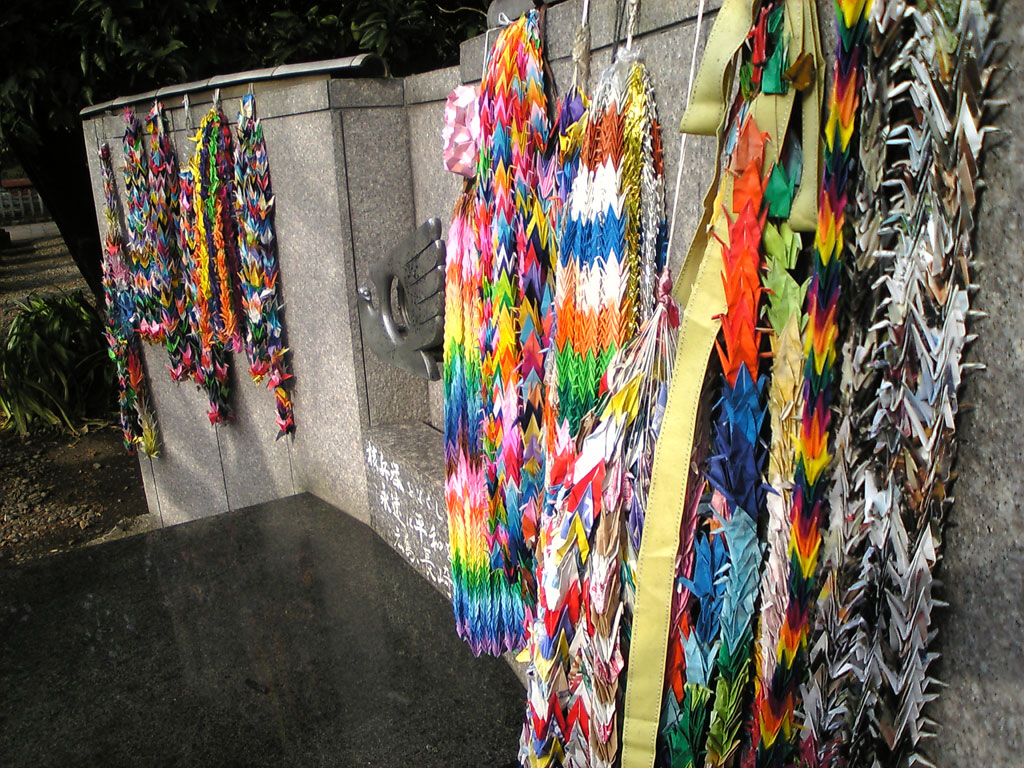
نيران السلام السرمدية وطيور الكركي في ضريح توشوقو في طوكيو باليابان.

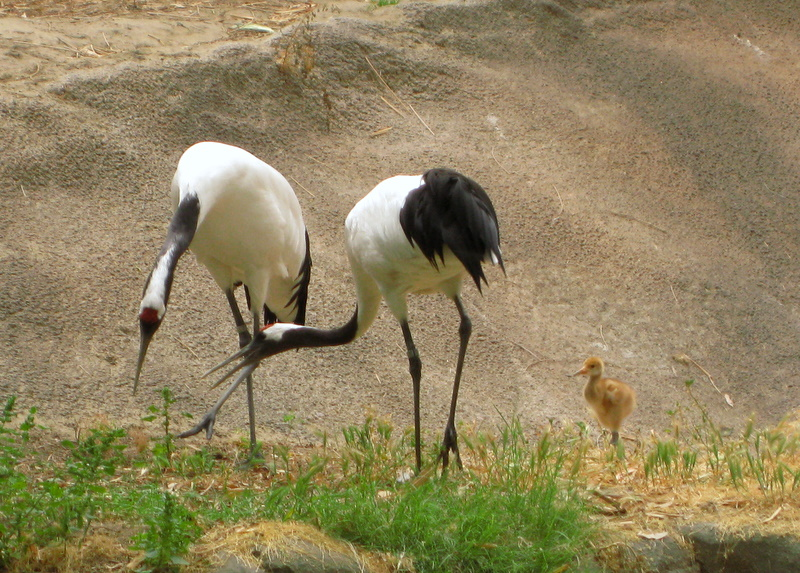
طائر الكركي الياباني

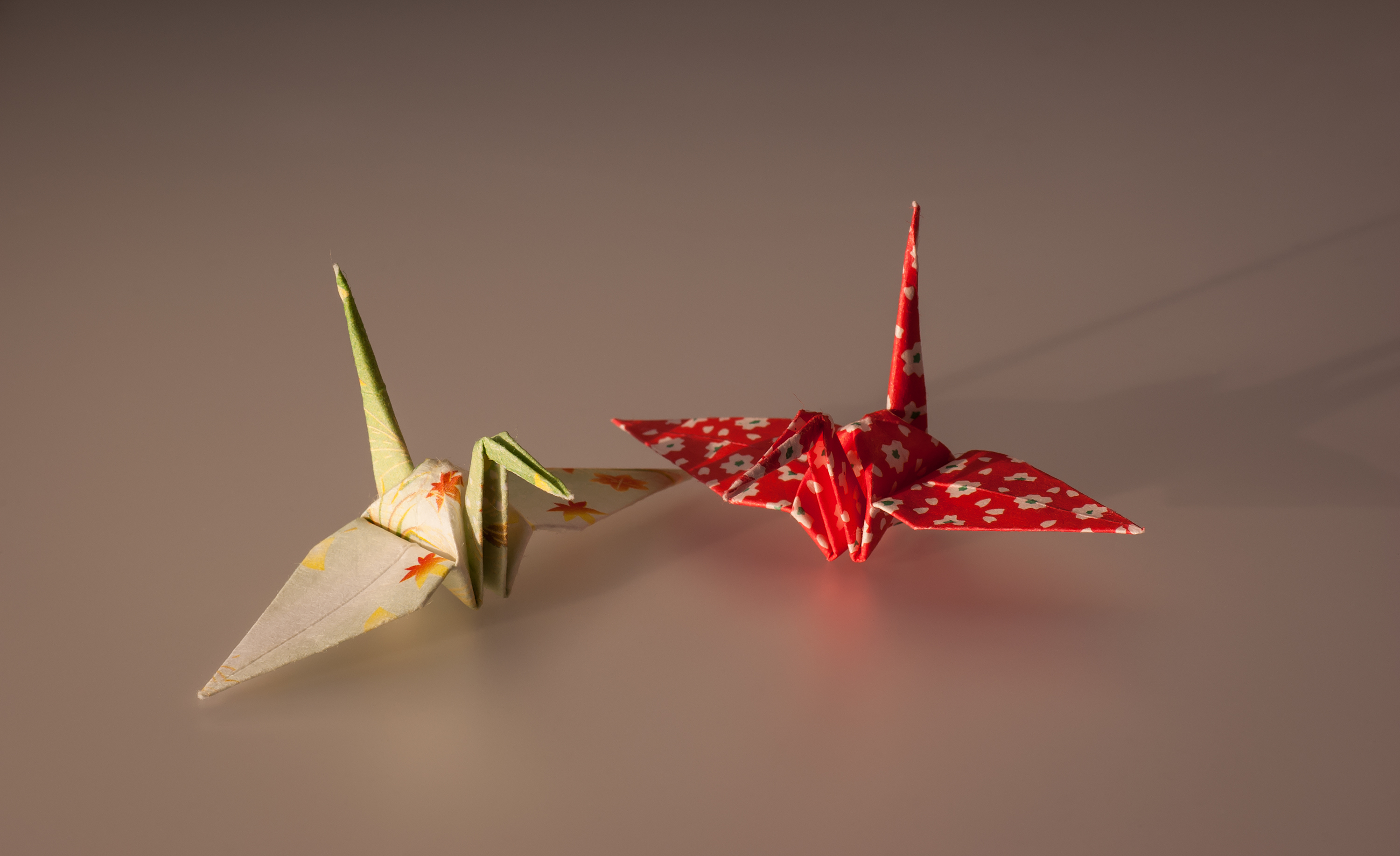
طيور الكركي اليابانية الورقية التقليدية

يعتبر إهداء الأب ألف طائر ورقي كركي في حفل الزفاف أحد التقاليد اليابانية، فهو بذلك يتمنى للزوجين السعادة والرخاء لألف عام. كما أنهم قد يهدونها في مناسبات الولادة متمنين للطفل الجديد عمرًا مديدًا وحظًا جيدًا. ويُعتقد أيضًا أن تعليقها في بيت الشخص يعتبر تعويذة حظ وخير قوية. 
توجد نيران سرمدية للسلام العالمي في العديد من معابد طوكيو وهيروشيما. وتتبرع المجموعات المدرسية أو الأفراد في هذه المعابد بالسينابازورو لتزيد الصلاوات للسلام العالمي. وتُترك طيور الكركي الورقية مُعرضة للعناصر الطبيعية لتتحرر الأمنية مع تحلل الطيور ببطء حتى تصبح بالية. ولهم صلة من هذه الناحية بأعلام الصلاة في الهند والتبت.
وقد استخدمت وكالة استكشاف الفضاء اليابانية (JAXA) طيور الكركي الورقية الألف في إحدى اختباراتها لروادها المحتملين.

### ساداكو ساساكي
اُشتهرت طيور الكركي الورقية الألف بسبب قصة الفتاة اليابانية ساداكو ساساكي، فقد تعرضت هذه الفتاة لاشعاع قنبلة هيروشيما الذرية خلال الحرب العالمية الثانية عندما كانت تبلغ العامين من عمرها. أصيبت الفتاة فيما بعد بسرطان الدم وماتت عن عمر يناهز الثانية عشر، وذلك بعد قضاء فترة في المستشفى حيث بدأت بطي طيور الكركي لتحقق هدفها في الوصل لألف طائر مستلهمة من أسطورة السينبازورو. وفي إحدى نسخ الحكاية المشهورة، المذكورة في كتاب ساداكو وطيور الكركي الورقية الألف، يُقال أنها طوت 644 طائر فحسب وماتت في 25 أكتوبر لعام 1955م دون أن تكمل طي بقية الطيور. ومع شعور زملاء صفها بالتعاطف، قرروا طي بقية الطيور تكريمًا لها. وفي نسخة آخرى من القصة، يذكر متحف السلام التذكاري في هيروشيما أن ساداكو أكملت طي الألف طائر واستمرت بطي المزيد عندما لم تتحقق أمنيتها. ويوجد تمثال لساداكو حاملة لطائر الكركي الورقي في منتزه السلام في هيروشيما، ويضع الناس الطيور الورقية على هذا التمثال في مهرجان بون سنويًا لايحاء ذكرى أرواح أسلافهم الراحلة.

## المواد
يوجد العديد من مجموعات الأوريقامي التي تباع على نحو واسع في اليابان. فمجموعة السينبازورو تشتمل على ألف ورقة (أو أكثر في حالة ارتكاب الأخطاء أثناء الطي)، وخيوط، وخرز ليثّبت في نهاية كل خيط مما يوقف انزلاق الطيور الورقية. وعادة ما تُجمع الطيور في 25 خيط حيث يحتوي كل خيط على 40 طائر.
لا يهم حجم ورقة الأوريقامي عند جمع الألف طائر معًا، ولكن كلما صغرت الأوراق كلما كانت الخيوط أقصر وأرفع. وحجم الورق الشائع للسينبازورو هو 7.5 سم طولًا وعرضًا (3 بوصات طولًا وعرضًا). ويقص بعض الأشخاص مربعاتهم الخاصة بأنفسهم من أي شيء متوفر كالمجلات، والجرائد، والدفاتر، وأوراق الطباعة. 
تستخدم عادة أوراق الأوريقامي ذات لون واحد لطي السينبازورو، كما تتوفر أوراق ذات نقوش مطبوعة. وأكبر حجم لأوراق الأوريقامي يكون عادة 6 بوصات طولًا وعرضًا، وغالبًا ما تكون نقوشها الزهور اليابانية التقليدية أو أنماط الكيمونو.

## اقرأ أيضًا
- ساداكو ساساكي